# Совізджали (гміна Кльонова)
Совізджали (пол. Sowizdrzały) — село в Польщі, у гміні Кльонова Серадзького повіту Лодзинського воєводства.
У 1975-1998 роках село належало до Серадзького воєводства.